# Irma (osebno ime)
Irma je žensko osebno ime.

## Izvor imena
Ime Irma je po izvoru nemško ime in je skrajšna oblika iz zloženih nemških imen, ki imajo prvi člen Irm-. Takšna imena so npr. Irmhilde, Irmgard, Irmtraud in druga. Ime Irmgard je zloženo iz imena germanskega plemenskega boga Irmin in starovisokonemške besede gart v pomenu »ograja, plot« ali garda v pomenu »palica«., ime Irmhilde je enako sestavljeno iz imena Irmin in starovisokonemške besede hiltja v pomenu »boj« ter ime Irmtraud prav tako iz imena Irmin in starovisokonemške besede trut v pomenu »ljub, zvest« 

## Različice imena
Imelda, Irmen, Irmeta, Irmica, Irmina; možna različica Hermina

## Tujejezikovne oblike imena
- pri Angležih, Čehih, Fincih, Islandcih, Madžarih, Norvežanih,  Slovakih in Švedih: Irma
- pri Italijanih: Irma, Irmina; ter moške različice: Irmo, Irmino, Irno
- pri Nemcih: Irma, Irmine,Irmela, Irmingard, Irmgard
- pri Poljakih: Irmina

## Pogostost imena
Po podatkih Statističnega urada Republike Slovenije je bilo na dan 31. decembra 2007 v Sloveniji število ženskih oseb z imenom Irma: 1.269. Med vsemi ženskimi imeni pa je ime Irma po pogostosti uporabe uvrščeno na 164. mesto.

## Osebni praznik
V koledarju je ime Irma (Irm(en)garda) zapisno 20. marca (Irma, alzaška spokornica in kraljica, † 20. mar. 851), 16. julija (Irmgarda,  nemška opatinja, † 16. julija 866) in 24. decembra (Hermina, opatinja, ustanoviteljica samostana Echternach v Luksemburgu, † 24. dec. 710).